# Professor Cavendish de Física
A Cátedra Cavendish é uma das cátedras sênior de física da Universidade de Cambridge. Foi fundada em 9 de fevereiro de 1871 junto ao Laboratório Cavendish, que foi concluído três anos depois. Sua investidura foi concedida por William Cavendish, VII Duque de Devonshire, em memória de seu pai, Henry Cavendish.
Em 1971 a cátedra foi renomeada oficialmente de Cavendish Professorship of Experimental Physics para Cavendish Professorship of Physics.

## Professores Cavendish
- James Clerk Maxwell (1871 – 1879)
- John William Strutt (1879 – 1884)
- Joseph John Thomson (1884 – 1919)
- Ernest Rutherford (1919 – 1937)
- William Lawrence Bragg (1938 – 1953)
- Nevill Francis Mott (1954 – 1971)
- Brian Pippard (1971 – 1984)
- Samuel Edwards (1984 – 1995)
- Richard Friend (1995 – )